# Masakr u humanitárního konvoje
Masakr u humanitárního konvoje (arabsky مجزرة الطحين‎, majzarat aṭ-ṭaḥīn, anglicky Flour massacre, v překladu masakr o mouku) se odehrál 29. února 2024 na pobřežní ulici al-Rášid ve městě Gaza v Pásmu Gazy v průběhu války v Pásmu Gazy. Izraelská armáda (IOS) začala střílet do davu Palestinců, kteří se tlačili kolem konvoje s mezinárodní humanitární pomocí. Masakr si vyžádal 118 životů a 760 zraněných osob. Ve své době šlo o incident s nejvíce oběťmi od začátku izraelské invaze do Pásma Gazy. Masakr se uskutečnil den poté, co Světový potravinový program oznámil, že více než půl milionu Palestinců v Pásmu Gazy čelí reálné hrozbě hladomoru.
Konvoj s humanitární pomocí byl doprovázen izraelskou armádou. Izrael tvrdil, že se vojáci cítili ohroženi davem Palestinců, který se utvořil kolem konvoje. Údajně vystřelili varovné výstřely do vzduchu a poté stříleli do skupiny zhruba deseti Palestinců, kteří se podle nich k nim přibližovali. Ostatní měli zemřít ušlapáním v následné panice. Podle přeživších svědků ovšem izraelská armáda dav přepadla a bezhlavě střílela na celý dav kolem konvoje. Potvrdili, že někteří lidé zemřeli při následné panice.
Izraelskou verzi následně prošetřovali reportéři ze CNN, kteří odhalili, že má řadu nepřesností oproti získaným videozáznamům a že zveřejněné letecké záběry Izraele vynechaly důležitá místa. Zdravotníci v Pásmu Gazy uvedli, že ošetřovali více než sto osob se střelnými zraněními. Toto potvrdili také pracovníci Úřadu OSN pro koordinaci humanitárních záležitostí.

## Pozadí
Od roku 2007 je Pásmo Gazy pod izraelsko-egyptskou blokádou, která zásadně omezuje proudění zboží. Dne 7. října 2023 Hamás zaútočil na Izrael a zabil 1200 lidí, přičemž z poloviny šlo o civilisty. Dalších 250 unesl do Pásma Gazy. Izrael v reakci vstoupil s Hamásem do války a na Pásmo Gazy uvrhl dočasnou totální blokádu veškerého zboží a energií. Dne 18. října začaly být obnovovány Izraelem kontrolované dodávky mezinárodní humanitární pomoci. V lednu 2024 Mezinárodní soudní dvůr předběžným opatřením nařídil Izraeli, aby přijal veškeré kroky pro zabránění genocidy a aby zlepšil humanitární situaci v Pásmu Gazy. V únoru 2024 neziskové organizace Amnesty International a Human Rights Watch informovaly, že Izrael v naplňování rozhodnutí soudu selhává. Izrael následně obvinil palestinské gangy a Hamás z rozkrádání humanitární pomoci. Nicméně OSN uvedla, že pro toto tvrzení Izrael nepředložil důkazy. Naopak obvinila Izrael, že zabijením palestinských policistů navázaných na Hamás snížil bezpečnost v Pásmu Gazy. Web Axios následně uvedl, že v některých případech došlo k rozkrádání pomoci ozbrojenými gangy.

## Průběh
Podle oficiálního stanoviska izraelské armády humanitární konvoj vjel do severní části Pásma Gazy přes hraniční přechod Kerem Šalom krátce před pátou hodinou ranní. Konvoj následně jel přes koridor, který střežila izraelská armáda. U města Gazy se před konvojem shromáždil velký dav Palestinců (přes tisíc lidí). Podle svědků z místa proto, aby čekali na distribuci pomoci.
Podle svědků ale střelba vypukla již v půl páté ráno a trvala hodinu a půl. Podle izraelské armády vojáci vyhodnotili dav jako chaotický a u konvoje nechali tank a vojáky, kteří začali střílet varovné výstřely, a to ve snaze rozehnat dav. Podle této verze se mělo několik Palestinců přiblížit k vojákům, kteří zahájili do davu střelbu. Podle zprávy CNN a očitých svědků Izrael zahájil palbu do davu, který obklopil nákladní vozy konvoje, čímž střílel také na vozy samotné. Řidiči se snažili z místa odjet, čímž způsobili řadu zranění. Ve všeobecné panice někteří lidé zemřeli na ušlapání.

## Vyšetřování
Amnesty International vyšetřovala incident a objevila nesrovnalosti v izraelské verzi. Po nezávislém vyšetřování volal také generální tajemník OSN Antonio Guterres.
Incident vyšetřovala izraelská armáda a neshledala pochybení. Zveřejnila také letecké záběry z dronu, které měly prokazovat její verzi. Nicméně například BBC upozornila, že záběry jsou sestříhané. Pochybnosti o důkazech izraelské verze měli také novináři v CNN.